# The Bourne Identity (phim)
The Bourne Identity (tạm dịch: Danh tính của Bourne) là phần một của loạt phim hành động nổi tiếng dựa theo cuốn tiểu thuyết cùng tên của nhà văn Robert Ludlum. Tài tử điện ảnh Matt Damon vào vai Jason Bourne một sát thủ mất trí trên hành trình tìm lại ký ức của mình. Trên con đường đầy hiểm nguy này Jason Bourne luôn phải đối mặt với những âm mưu và cạm bẫy của CIA (tổ chức đã đào tạo anh).
Phim được đạo diễn bởi Doug Liman, chuyển thể kịch bản bởi Tony Gilroy và William Blake Herron từ tiểu thuyết cùng tên của nhà văn Robert Ludlum. Hãng Universal Pictures phát hành phim đến các rạp tại Hoa Kỳ vào ngày 14 Tháng Sáu 2002. Bộ phim nhận được những đánh giá rất cao từ giới phê bình và người hâm mộ điện ảnh. Hai phần tiếp theo của loạt phim là The Bourne Supremacy (Quyền lực của Bourne) và The Bourne Ultimatum (Tối hậu thư của Bourne) được sản xuất vào các năm 2004 và 2007.

## Nội dung
Một tàu đánh cá của Italy vớt được một người đàn ông đang trôi dạt trên biển Địa Trung Hải (gần Mác-xây) với hai vết thương do súng ngắn gây ra trên lưng. Bác sĩ của tàu nhận thấy có một thiết bị máy chiếu nhỏ xíu được cấy dưới da của người lạ mặt, thiết bị này trình chiếu dãy số của một hộp gửi đồ an toàn tại một ngân hàng ở Thụy Sĩ. Người lạ mặt bất chợt tỉnh dậy, trong cơn đau đớn anh ta nhận ra mình đã mất sạch ký ức. Một vài ngày sau, sức khoẻ người lạ mặt dần dần hồi phục, anh phát hiện ra mình có thể nói vài ngôn ngữ và có những kỹ năng khác thường, nhưng anh vẫn không thể nhớ ra mình là ai. Vì vậy, sau khi con tàu cập bến tại Imperia, người lạ mặt bắt đầu con đường tìm lại danh tính của chính mình.
Tại LangLey tổng hành dinh của CIA, phó giám đốc Ward Abbot (Brian Cox) được tin nhiệm vụ ám sát nhà độc tài Nykwana Wombosi (Adewale Akinnuoye-Agbaje) đã thất bại. Trong khi đó tại Zurich, người lạ mặt chạm trán với hai nhân viên cảnh sát trong công viên và anh ta sử dụng những kỹ thuật chiến đấu điêu luyện để hạ gục họ. Sáng hôm sau, người lạ mặt tới ngân hàng, anh sử dụng dãy số để mở hộp gửi đồ. Anh rất ngạc nhiên khi thấy trong hộp là một vài tấm hộ chiếu với ảnh của mình nhưng lại dưới những cái tên và quốc tịch khác nhau, ngoài ra trong hộp còn chứa một số lượng lớn tiền mặt và một khẩu súng ngắn. Người lạ mặt chọn cho mình cái tên từ cuốn hộ chiếu đầu tiên anh đọc, Jason Bourne. Bourne cho tất cả hộ chiếu và tiền vào một cái túi đỏ nhưng để lại khẩu súng. Khi rời khỏi ngân hàng, một nhân viên ngân hàng đã thông báo cho CIA về hành tung của Bourne.
Ra khỏi ngân hàng, Bourne bị cảnh sát rượt đuổi, anh nhanh trí trốn vào tòa lãnh sự Mỹ nhưng anh lại tiếp tục bị các nhân viên lãnh sự truy bắt. Bourne chạy thoát khỏi lãnh sự rồi gặp Marie (một người Mỹ bị mất hết giấy tờ tuỳ thân và tiền bạc). Anh đề nghị trả cho Marie 20.000$ để cô lái xe đưa anh đến một địa chỉ tại Paris, đang gặp khó khăn nên Marie đồng ý. Tại Mỹ, Alexander Conklin (Chris Cooper) người đứng đầu dự án Treadstone (một chương trình đào tạo sát thủ của CIA) thông báo với phó giám đốc Abbott rằng Jason Bourne phải chịu hoàn toàn trách nhiệm cho thất bại của điệp vụ ám sát Wombosi. Conklin đảm bảo sẽ tiêu hủy mọi bằng chứng về mối liên quan giữa CIA và Bourne, đồng thời cử đi những người giỏi nhất (Castel, The Professor) để thủ tiêu Bourne.
Lúc này tại Paris, Bourne và Marie đã đến căn hộ được ghi trong cuốn hộ chiếu. Bourne gọi điện đến khách sạn Regina, nhân viên khách sạn thông báo với anh, người tên là John Michael Kane (một bí danh khác của Bourne) đã chết trong một tai nạn xe hơi hai tuần trước. Cảm thấy căn hộ có điều bất thường, Bourne đi kiểm tra các phòng và chạm trán với Castel trong nhà tắm. Một cuộc kịch chiến diễn ra, lại một lần nữa Bourne hạ gục đối thủ. Khi Castel nằm đo ván dưới sàn, Bourne lục soát người hắn và phát hiện tờ truy nã anh và Marie của CIA. Trong lúc đó, Castel bất ngờ bật dậy. Hắn nhảy ra ngoài cửa sổ tìm cách thoát thân nhưng té ngã và tử thương. Marie quá sốc khi chứng kiến sự việc, cô được Bourne đưa ra khỏi toà nhà.
Xác chết trong bệnh viện không phải là Kane, đó chỉ là một xác chết vô danh được CIA dàn cảnh để cố gắng đánh lừa Wombosi rằng Kane đã chết. Nhưng Wombosi đã nhận ra và quyết định sẽ trả đũa CIA. Vì vậy, Professor đã được cử đến ám sát Wombosi tại nhà riêng. Đến lúc này, Bourne đã hiểu ra mình là một sát thủ trước khi bị mất trí. Anh và Marie chạy trốn đến nhà của Eamon (Tim Dutton) một người bạn của Marie. Nơi ở mới của hai người nhanh chóng bị CIA phát hiện. Ngay sáng hôm sau, Professor đã tới để giết Bourne. Professor mai phục bên ngoài ngôi nhà, chờ đợi khi Bourne xuất hiện sẽ triệt hạ bằng súng bắn tỉa. Bourne tìm thấy một khẩu súng trường của Eamon, anh nhả đạn vào bình chứa nguyên liệu bên ngoài ngôi nhà. Đám khói bụi của vụ nổ che khuất tầm nhìn của Professor, tạo điều kiện để Bourne tiếp cận đối thủ. Cuối cùng, Professor bị hạ gục bởi hai phát súng trường. Trước khi chết, Professor tiết lộ với Bourne mối liên quan giữa CIA và dự án Treadstone. Bourne lo sợ cho sự an toàn của Marie, anh đưa cho Marie toàn bộ số tiền lấy được tại ngân hàng và bảo cô hãy trốn đi thật xa.
Sử dụng điện thoại của Professor, Bourne liên lạc được với Conklin và yêu cầu một cuộc hẹn. Thay vì tới điểm hẹn, Bourne theo dõi Conklin và phát hiện ra trụ sở của Treadstone tại Paris. Bourne đột nhập vào trong và khống chế Conklin. Tại đây, anh bắt đầu nhớ lại nhiệm vụ cuối cùng của mình. Kane (một tên khác của Bourne) được giao nhiệm vụ ám sát Wombosi trên biển. Nhưng anh đã không nỡ giết Wombosi khi thấy những đứa con của hắn. Kane bỏ đi và Wombosi đuổi theo, Kane trúng hai phát đạn và ngã xuống biển. Bourne nói với Conklin rằng anh muốn rời bỏ Treadstone và cảnh báo CIA đừng tiếp tục truy đuổi anh nữa. Việc đột nhập của Bourne bị những nhân viên CIA khác phát hiện, họ cố gắng truy sát anh vì vậy trước khi thoát khỏi ngôi nhà Bourne đã phải giết họ. Sau những thất bại liên tiếp của Conklin, phó giám đốc Abbott đi đến quyết định đóng cửa chương trình Treadstone, Conklin bị thủ tiêu nhanh chóng. "Blackbriar" một chương trình mới thay thế cho Treadstone được Abbott đệ trình lên CIA. Một thời gian sau, Bourne tìm được Marie (lúc này đang là chủ một cửa hàng cho thuê xe máy) tại Hy Lạp

## Các diễn viên
- Matt Damon vai Jason Bourne

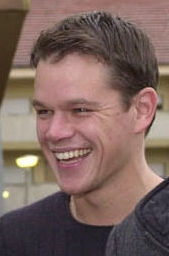
Damon in 2001

- Franka Potente vai Marie Helena Kreutz
- Chris Cooper vai Alexander Conklin
- Brian Cox vai Ward Abbott
- Clive Owen vai The Professor
- Adewale Akinnuoye-Agbaje vai Nykwana Wombosi
- Gabriel Mann vai Danny Zorn
- Julia Stiles vai Nicolette Parsons

## Sản xuất

### Phát triển kịch bản
Đạo diễn Doug Liman nói rằng ông là một người hâm mộ tiểu thuyết của Robert Ludlum kể từ khi ông đọc nó ở trường trung học. Gần lúc kết thúc sản xuất của bộ phim Swingers, Liman quyết định phát triển một bộ phim chuyển thể của cuốn tiểu thuyết cùng tên này. Sau hơn hai năm làm việc đảm bảo bản quyền đối với các cuốn sách từ Warner Brothers và một năm tiếp tục phát triển kịch bản với Tony Gilroy, bộ phim đã trải qua hai năm sản xuất.
Các hoạt động bên trong của tổ chức hư cấu Treadstone được lấy cảm hứng từ công việc người cha của Liman tại Cơ quan An ninh Quốc gia (NSA) dưới thời Ronald Reagan. Cảm hứng đặc biệt là cuốn hồi ký của người cha Liman về sự dính líu của mình trong việc điều tra các vụ bê bối Iran-Contra. Nhiều khía cạnh của nhân vật Alexander Conklin dựa trên hồi ức của cha Oliver North. Liman thừa nhận rằng ông đã lượt nhiều nội dung của cuốn tiểu thuyết vượt ra ngoài đề trung tâm, để hiện đại hóa nội dung phù hợp cho niềm tin dân chúng về chính sách đối ngoại Hoa Kỳ. Tuy nhiên, Liman cũng cẩn thận không để nhồi nhét quan điểm chính trị trong phim tới người xem. Có những lo ngại ban đầu về khả năng lỗi thời của bộ phim và tiếp nhận tổng thể do hậu quả của vụ tấn công 11 tháng 9, nhưng những quan ngại này đã được chứng minh không có căn cứ.

### Chọn vai
Liman tiếp cận một loạt các diễn viên cho vai diễn của Bourne, trong đó có Russell Crowe và Sylvester Stallone, cuối cùng chọn Damon. Liman thấy rằng Damon hiểu và đánh giá cao vai diễn, mặc dù The Bourne Identity là một phim hành động, tập trung chủ yếu vào nhân vật cho Damon, người trước đây chưa bao giờ đóng những vai đòi hỏi về thể chất khắt khe như vậy trong vai diễn liên tục có các pha mạo hiểm. Với diễn viên đóng thế biên đạo múa Nick Powell và huấn luyện viên Jeff Imada, anh đã trải qua ba tháng huấn luyện trong công việc diễn viên đóng thế, việc sử dụng vũ khí, đấm bốc, và võ thuật. Cuối cùng anh đã thực hiện một số lượng lớn các pha nguy hiểm trong phim, bao gồm đấu võ Eskrimador và leo lên bức tường nhà an toàn ở phần kết thúc của phim.

### Quay phim
Ngoại cảnh của phim được thực hiện ở Paris Praha, Imperia, Roma, Mykonos, và Zurich. Nhiều cảnh cho Zurich cũng đã được quay ở Prague.

## Doanh thu phòng vé
Vào tuần đầu công chiếu, The Bourne Identity thu về từ 2.638 rạp chiếu phim tại Mỹ 27.118.640 USD. Doanh số tại Bắc Mỹ 121.661.683 USD và 92.263.424 USD ở các nơi khác, tổng thu nhập trên toàn thế giới: 214.034.224 USD.

## Phần tiếp theo
- The Bourne Supremacy (phim)
- The Bourne Ultimatum
- The Bourne Legacy (phim)